# Hammerstadtgraben
Der Hammerstadtgraben, am Oberlauf Wöhrbach, ist ein linker bzw. westlicher Zufluss der Schwäbischen Rezat bei Weißenburg in Bayern im mittelfränkischen Landkreis Weißenburg-Gunzenhausen.

## Verlauf
Der Wöhrbach entspringt auf einer Höhe von 430 m ü. NN südlich von Kattenhochstatt nahe der Europäischen Hauptwasserscheide und nordöstlich des Trommetsheimer Berges beim Austritt eines kleinen Weihers. Er fließt weitestgehend in östliche Richtung durch eine weite Offenlandschaft. Er wird bei Kattenhochstatt von einem namenlosen Bachlauf gespeist. Ab der Siedlungsgrenze von Holzingen heißt er Hammerstadtgraben. Er fließt weiter ostwärts durch den Ort und dann nördlich an Emetzheim vorbei. Der Hammerstadtgraben mündet östlich von Emetzheim auf einer Höhe von 408 m ü. NN gegenüber den Weißenburger Industriegebieten in einer Auenlandschaft von links in die Schwäbische Rezat.